# Hysterochelifer pauliani
Hysterochelifer pauliani är en spindeldjursart som beskrevs av Max Vachon 1938. Hysterochelifer pauliani ingår i släktet Hysterochelifer och familjen tvåögonklokrypare. Inga underarter finns listade i Catalogue of Life.